# 京赛姆
京赛姆（法語：Gingsheim，法語發音：[ɡiŋsaim]）是法国下莱茵省的一个旧市镇，属于萨韦尔讷区。

## 地理
京赛姆（48°43'1"N, 7°35'20"E）面积3.71 平方千米，位于法国大東部大區下莱茵省，该省份为法国大陆部分最东部的省份，是阿尔萨斯的一部分，今与上莱茵省组成了阿尔萨斯欧洲集体，其南至上莱茵省，西南接孚日省和默尔特-摩泽尔省，西接摩泽尔省，北与德国接壤，东侧沿莱茵河与德国相望。
与京赛姆接壤的市镇（或旧市镇、城区）包括：古格奈姆、敦策奈姆、奥阿策奈姆、奥夫朗克南、温格赛姆、温格赛姆-莱卡特尔邦。
京赛姆的时区为UTC+01:00、UTC+02:00（夏令时）。

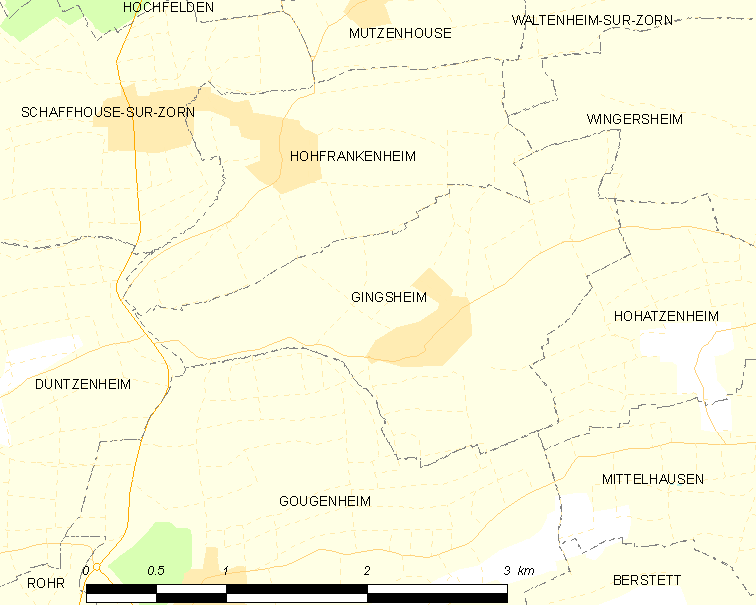
京赛姆的OSM定位图

## 行政
京赛姆的邮政编码为67270，INSEE市镇编码为67158。

## 政治
京赛姆所属的省级选区为布克斯维莱尔县。

## 人口

1962-2008年间京赛姆人口变化图示

京赛姆于2018年1月1日时的人口数量为353人。